# Знаменовка (Винницкая область)
Знаменовка (укр. Знаменівка) — село на Украине, находится в Мурованокуриловецком районе Винницкой области.
Код КОАТУУ — 0522883002. Население по переписи 2001 года составляет 394 человека. Почтовый индекс — 23410. Телефонный код — 4356.
Занимает площадь 0,927 км².

## Религия
В селе действует храм святого князя Александра Невского Мурованокуриловецкого благочиния Могилёв-Подольской епархии Украинской православной церкви.

## Адрес местного совета
23410, Винницкая область, Мурованокуриловецкий р-н, с. Конищев, ул. Ленина, 23